# SM Entertainment
SM Entertainment (кор. SM엔터테인먼트) — крупнейшая развлекательная компания Южной Кореи, основана в 1995 году Ли Суманом. Компания разработала и популяризировала многочисленные звезды K-pop с огромными глобальными фэндомами. SM известен тем, что возглавил глобальное явление K-pop и музыкальную волну «Халлю», также известную как «Корейская волна». Представитель индустрии развлечений в Азии, компания управляет своим собственным комплексным развлекательным бизнесом, включая развитие артистов, услуги лейбла звукозаписи, услуги агентства талантов, производство музыки, издание музыки, управление событиями и концертное производство.
«SM» принадлежат такие популярнейшие артисты, как BoA, TVXQ, Super Junior, Girls' Generation, SHINee, EXO, Red Velvet, NCT, SuperM, Aespa, Riize и Hearts2Hearts. А также ранее принадлежали H.O.T., S.E.S., Shinhwa, Fly to the Sky, TraxX, The Grace, f(x). Кроме того, SM совместно с Avex Trax представляет в Корее японских артистов, таких как Аюми Хамасаки, Намиэ Амуро и Кода Куми, а также артистов Johnny’s Entertainment, таких как Arashi и KAT-TUN.

## История

### 1989—2000: Творчество и артисты первого поколения
После окончания Калифорнийского государственного университета в Нортридже в США Ли Су Ман вернулся в Корею и в 1989 году основал то, что тогда называлось «SM Studio» в районе Апкучжон в Каннамгу, Сеул. В феврале 1995 года компания сменила название на SM Entertainment и учредила свой основной фонд. Затем SM разработали собственную производственную систему и создали ряд успешных исполнителей, включая бойз-бэнд H.O.T. и женскую группу S.E.S. Обе группы стали успешными в конце 1990-х годов. Вскоре после этого был сформирован бойз-бэнд Shinhwa, которая также пользовалась большой популярностью и успехом. В 1999 году был сформирован первый R&B дуэт, Fly to the Sky, который добавился к списку успешных групп.
Чон Хэ Ик был назначен генеральным директором во время официального восстановления SM Entertainment в 1995 году, а в 1998 году его сменил Ким Гён Ук.

### 2000—2005: Артисты второго поколения
В начале 2000-х годов были распущены группы как H.O.T (в 2001 году), так и S.E.S (в 2002 году). Shinhwa ушли в новое агентство, и новые группы, такие как дуэт Isak N Jiyeon и бойз-бэнд Black Beat, не смогли добиться популярности предыдущих артистов SM. В этом же году дебютировала певица BoA. В декабре 2000 года SM купила дочернюю компанию под названием Fandango Korea. В январе 2001 года компания основала зарубежное подразделение SM Entertainment Japan. Примерно в то же время компания была одобрена для листинга на KOSDAQ, и SM установили аффилированность с японским крупным лейблом Avex Trax. SM также сформировали дочерние компании BM Entertainment и Cid. K Entertainment (под которым были женские группы M.I.L.K. и Shinvi), но позже они распались.
В конце 2002 года SM удостоился главной награды министерства культуры и туризма за культурный вклад в экспорт корейской музыки.
В 2003 году SM вошёл в Starlight Corporation Ltd и C-Cube Entertainment Corporation. В том же году компания дебютировала группу из пяти человек TVXQ. В последующие годы дебютировали такие артисты, как TRAX (2004), The Grace (2005) и Super Junior (2005).

### 2005—2010: Расширение и иностранные артисты
В 2005 году Ким Ён Мин стал третьим генеральным директором компании, при котором несколько артистов дебютировали с целью продвижения за пределами Южной Кореи. Среди исполнителей, продюсированных SM в этот период, была китайская певица Чжан Лийин, J-Min, Girls' Generation (2007), Shinee (2008), и f(x) (2009). В апреле 2008 года SM дебютировали китайскую подгруппу Super Junior под названием Super Junior-M. В октябре 2008 года SM объявили о планах дебюта BoA на американском рынке под недавно созданным дочерним лейблом SM Entertainment USA.
В мае 2008 года открылась компания SM Art под руководством согенерального директора Пё Ин Бона, специализирующаяся на производстве театральных работ. Первым проектом компании была постановка американской музыкальной комедии «Ксанаду» с участием участников Super Junior Хичхоля и Канина.

### 2010—2012: Совместные и дополнительные предприятия
В феврале 2010 года, после двух десятилетий пребывания в совете директоров SM Entertainment, основатель Ли Су Ман ушел со своей должности, чтобы «сосредоточить больше энергии на зарубежном бизнесе SM, управлении новым бизнесом и развитии артистов». В том же году была создана KMP Holdings как совместное предприятие между SM Entertainment, YG Entertainment, JYP Entertainment, Star Empire, Medialine, CAN Entertainment и Music Factory. Первым релизом компании SM стал пятый студийный альбом Super Junior, Mr. Simple, что ознаменовало собой конец самораспространения SM. В мае SM объявила о самой высокой за первый квартал операционной прибыли в размере 10,4 миллиарда корейских рупий, что на 471 % больше, чем за тот же период прошлого года. Валовая выручка была указана в вонах 22,7 миллиарда фунтов стерлингов, что на 58 % больше, чем в предыдущем году.
SM Entertainment, YG Entertainment, JYP Entertainment, KeyEast, AMENT и Star J Entertainment объединили усилия для создания огромного азиатского агентства по управлению под названием «United Asia Management». Это совместное инвестиционное юридическое лицо было создано для развития промышленности, которая будет толкать «Корейскую волну» до «Азиатской волны». Соединённое управление Азии направлено на музыкантов на мировом рынке, и все артисты во всех шести компаниях будут записываться в базу данных системы. UAM действует как глобальное агентство для артистов и планирует продвигаться вперёд. UAM был официально учреждён в апреле 2011 года. 16 августа 2011 года SM создал свой первый международный совместный с тайской компанией TrueVisions Group проект, который называется SM True.
В 2012 году SM дебютировали мужскую группу EXO, разделенный на два подразделения, для продвижения в Корее и Китае. В феврале SM приобрели гавайскую туристическую фирму Happy Hawaii и запустили SMTown Travel, новую бизнес-инициативу, специализирующуюся на путешествиях и туризме под руководством Кан Чжон Хёна. Позже в том же году SMTown Travel предложили пакетные предложения для зарубежных фанатов, посещающих концерты на бис Super Show 4 Tour в Сеуле. В марте 47 артистов SM Entertainment стали акционерами компании. Канта, БоА и большинство участников Super Junior и Girls 'Generation получили по 680 акций каждый (на сумму примерно 27 200 долларов США на человека), в то время как участники более новых групп, таких как Shinee и f(x), получили по 340 акций каждая (с стоимость около 13 600 долларов США на человека). В августе SM провела художественную выставку в выставочном центре COEX и в сотрудничестве с Visa и KB Kookmin Card начала печатать карточки артистов SM. В том же месяце корейские телеведущие Кан Хо Дон и Син Дон Юп объявили о подписании эксклюзивных контрактов с новой дочерней вещательной компанией SM, SM Culture & Contents (SM C&C), что ознаменовало расширение SM на телевидении. В следующем месяце, в сентябре, SM C&C объединились с AM Entertainment (которая тогда представляла таких ведущих актёров, как Чан Донгон, Ким Ханыль и Хан Джимин), и двух других телеведущих, Ли Су Гын и Ким Бёнман объявили, что они также подписали контракт с SM. В ноябре KMP Holdings была приобретена KT Music, а в июне 2013 года KT Music поглотила дистрибьюторскую сеть KMP.

### 2013—2015: Артисты третьего поколения
В 2013 году SM C&C приобрела Hoon Media и Woollim Entertainment, лейбл звукозаписи. В январе 2014 года SM и другие шесть агентств по работе с талантами, стоящие за KMP Holdings, сформировали товарищество по коллективным облигациям и купили 13,48 % акций KT Music, оставив материнской KT Corporation 49,99 %. В феврале SM приобрели долю в Baljunso, независимом лейбле звукозаписи. 1 августа SM дебютировали Red Velvet, первая женская группа после f(x).
В августе 2015 года SM в партнерстве со спортивной маркетинговой компанией IB Worldwide создали Galaxia SM, ответственную за гольфиста Пак Ин Би, гимнастку Сон Ён Чже и Чу Шин Су, правого полевого игрока Texas Rangers. 6 ноября, в 10-ю годовщину дебюта Super Junior, SM объявили о создании собственного саб-лейбла группы, Label SJ. В конце 2015 года SM вступила в партнерство с модельной компанией ESteem для продвижения собственного контента и сетей. Позже предприятие расширило свое актёрское подразделение за счет актёрских дебютов моделей Ки До Хуна и Ли Чхол У.
В 2015 году компания SM Entertainment сообщила о выручке в 325 миллиардов корейских рупий (примерно 287 миллионов долларов США) и чистой прибыли в размере 21,7 миллиарда корейских рупий (19 миллионов долларов США).

### 2016—2022: Международная экспансия и деловое партнерство
В январе 2016 года основатель Ли Су Ман провел конференцию в SM Coex Artium, объявив о планах создания новой мужской группы NCT (Neo Culture Technology) с «неограниченным количеством участников». Первый юнит группы, NCT U, дебютировал с двумя синглами в апреле 2016 года. Юнит базирующийся в Южной Корее NCT 127 дебютировал в июле 2016 года, третий юнит NCT Dream дебютировал в августе 2016 года и юнит базирующийся в Китае WayV дебютировал в январе 2019 года. WayV находятся под саб-лейблом, Label V.
В начале года компания открыла ресторан SMT Seoul, а также открыла ряд магазинов, торгующих фирменными продуктами, под названием SUM Market. 11 февраля 2016 года китайский гигант электронной коммерции Alibaba Group приобрел 4-процентную миноритарную долю в SM Entertainment за 30 миллионов долларов США.
5 мая 2016 года SM выпустили первый сингл под своим недавно созданным EDM-лейблом ScreaM Records, «Wave» с участием участниц группы f(x) Эмбер и Луна. ScreaM Records открылась в рамках проекта SM New Culture Technology 2016, в рамках которого SM также инициировали цифровой музыкальный канал SM Station и ряд мобильных приложений. В конце 2016 года SM начали организовывать турнир League of Legends под названием SM Super Celeb League, в котором артисты SM Хичоль и Бэкхён играли как против профессиональных игроков, так и против фанатов из Южной Кореи и Китая.
16 февраля 2017 года источник из целевой группы, отвечающей за международную академию K-pop, открыли в сентябре этого года. Академия в Каннам — совместное предприятие с частной академией Jongro Sky. Планы по сертификации школы в качестве альтернативной программы для внутреннего корейского среднего и старшего школьного образования, а также для среднего образования в США, также находятся в стадии реализации. В марте 2017 года SM приобрела независимый звукозаписывающий лейбл Mystic Entertainment, став крупнейшим акционером лейбла.
В октябре 2018 года SM стала партнером компании Trans Media of Indonesia, которая принадлежала CT Corp. В феврале 2019 года Trans Media и SM подписали совместное соглашение о совместных предприятиях. Позже, в том же месяце, SM открыла свой индонезийский офис в Джакарте.
8 августа 2019 года SM и Capitol Music Group, которые ранее подписали контракт с NCT 127 в апреле 2019 года, анонсировали SuperM, супергруппу, состоящую из Тхэмина из SHINee, Бэкхёна и Кхаи из EXO, и Тхэён, Тэна, Лукаса из WayV и Марка из NCT и юнитов NCT 127, NCT Dream на мероприятии Capitol Congress 2019 в Лос-Анджелесе. Группа дебютировала в октябре 2019 года. Одноимённый альбом группы вошел в чарт Billboard 200 под номером один, SuperM стали первыми азиатскими артистами в истории, который возглавили чарт альбомов США с дебютным релизом.
В ноябре 2019 года SM Entertainment подписали контракт с Creative Artists Agency для представительства во всех сферах.
В марте 2020 года SM Entertainment назначили руководителя производства Ли Сон Су новым генеральным директором компании, а Так Ён Чжуна — новым директором по маркетингу SM (CMO).
В апреле 2020 года было объявлено, что SM Entertainment и Naver подписали меморандум о взаимопонимании (MOU) с целью расширить аудиторию концертов по всему миру. Совместные усилия привели к созданию Beyond Live, серии живых онлайн-концертов, которые были созданы в свете продолжающейся пандемии COVID-19. 20 апреля SM Entertainment выпустили первый трейлер на своем официальном канале YouTube, объявив о предстоящей серии живых концертов, названных «новой эрой живых концертов», с первым живым концертом, которое проведут SuperM. Концерты проводятся в приложении Naver V Live и доступны для публики из более чем 200 стран. 3 августа Naver инвестировал 100 миллиардов фунтов стерлингов в SM. Это будет использоваться для их дочерних компаний SMEJ Plus и Mystic Story, а также для планов по объединению их фан-клубов с платформой V Live Fanship и развитию большего количества концертов Beyond LIVE. Днем позже SM объявили о своем партнерстве с JYP Entertainment для создания Beyond LIVE Corporation, совместной компании по производству концертов Beyond LIVE.
SM Town COEX Artium был закрыт в июне 2020 года. Его заменит новый «культурный комплекс», расположенный в Чханвоне, строительство которого планировалось с 2016 года, а завершение строительства ожидается к 2020 году. В дополнение к новому комплексу SM в партнерстве с Jongro Haneul Education запустили SM Institute, учебное заведение для обучения местных и иностранных студентов становлению начинающих артистов; открытие института ожидается в марте 2021 года.
12 июня было объявлено, что SM в партнерстве с Сеульским филармоническим оркестром записали оркестровые версии популярных песен SM K-pop под названием SM Classics.
17 ноября 2020 года дебютировала новая женская группа Aespa, спустя шесть лет после Red Velvet.
7 мая 2021 года SM объявили о разработке шоу на выживание для поиска молодых американских мужчин для создания американской K-pop группы NCT Hollywood.
27 декабря 2021 года SM объявили о создании своей женской супергруппы Girls On Top. Первый состав группы, Got the Beat, состоит из BoA, Тхэён и Хёён из Girls' Generation, Сыльги и Вэнди из Red Velvet, Карина и Винтер из Aespa. Группа выпустила свой дебютный сингл «Step Back» 3 января 2022 года.
В 2022 году SM расторгла свой лицензионный контракт на производство с компанией основателя Ли Су Мана Like Planning. 1 декабря SM объявила, что компания откроет свою штаб-квартиру в Юго-Восточной Азии в Сингапуре, которая будет управлять совместными предприятиями в Индонезии, Таиланде и Вьетнаме. Компания планирует запустить в стране розничные предприятия, такие как кафе, магазины товаров и всплывающие выставки.

### 2023—н.в: Объявление эры «SM 3.0» и основные корректировки
3 февраля 2023 года SM выпустили видео под названием SM 3.0: Продюсерская стратегия Мульти-продюсерский центр / система лейбла на официальном канале лейбла YouTube, где согенеральные директора Ли Сон Су и Тэк Ен Чжун рассказали, что лейбл теперь переходит от эры «2.0». эры к эре «3.0», и Уилл внесет серьезные коррективы в операционную систему лейбла, перейдя от системы единоличного производства, возглавляемой основателем Ли Су Маном, который выступал в качестве исполнительного продюсера, и его продюсерским домом, к системе мультипроизводства, где несколько производственных команд, как внутренние, так и внешние, придут управлять и контролировать производство музыки и продвижение артистов. С целью, чтобы SM увеличили свой потенциал по выпуску проектов артистов, по сравнению с предыдущей системой, где проекты могли откладываться, по сравнению с системой, где каждый проект должен рассматриваться и приниматься решение одним человеком, что не отвечает меняющимся тенденциям K-pop 4-го поколения.
В видео Ли и Тэк также рассказали, что в 2023 году SM дебютируют четыре новых артиста, за разработку которых отвечают несколько менеджеров проекта, а именно: новая женская группа под руководством Ли, виртуальная певица Нэвис под руководством Пак Чжун Ен, японское подразделение NCT Tokyo и новая мужская группа  управляемая Тэк.
28 марта Kakao объявили, что успешно приобрела 35% акций SM Entertainment в рамках тендерного предложения, в результате чего совокупный пакет акций в 39,87%, принадлежащий Kakao и ее дочерней компании Kakao Entertainment соответственно, стал крупнейшим акционером SM. Вместо этого Hybe продали половину своей доли в SM Kakao, оставив ей всего 8,81 процента.

## Дивизии
- SM Studios[42]
  - SM C&C (с 2012)
  - SM Life Design Group (2018)
  - Dear U (2017)
  - Mystic Story (с 2017)
  - KeyEast (с 2018)
- Dream Maker Entertainment (2006)
- SM Brand Marketing (2008)
- ESteem (since 2015)
- Galaxia SM (с 2015)[43]
- SM Town Planner (2017)
- Studio Kwangya (2022)[44]

Ветви
- SM Japan (2001)
- SM USA (2008)
- SM True (2011), совместное предприятие с корпорацией True из Таиланда
- SM Entertainment Beijing (2012)
- SM Entertainment Indonesia (2019), совместное предприятие с Trans Media из Индонезии[45]
- SM Entertainment Vietnam (2020)[46]

Леблы
- Woollim Entertainment (2013)
- Baljunso (2014)
- Label SJ (2015), специальный лейбл для Super Junior
- ScreaM Records (2016), специальный EDM лейбл.
- Million Market (с 2018)[47]
- Label V (2019), ксклюзивный лейбл для управления деятельностью WayV в Китае.
- All I Know Music (AIKM), музыкальный лейбл Mystic стал лейблом SM с 2019 года.
- SM Classics (2020), в сотруднисестве с Сеульским филармоническим оркестром.

## Разногласия

### Договорные споры

#### JYJ
В конце июля 2009 года трое из пяти первоначальных участников группы TVXQ – Ким Джэджун, Пак Ючхон и Ким Джунсу – обратились в Центральный окружной суд Сеула с просьбой расследовать действительность их контракта с SM, поскольку они сочли, что тринадцатилетний контракт был рабским и что доходы не были справедливо распределены между участниками, но при расторжении контракта они должны были компенсировать компании в трехкратном размере общей суммы инвестиций и в двукратном размере обычной прибыли в течение оставшегося срока действия контракта. Новость об этом споре привела к падению цены акций KOSPI SM на 10,06%. Кроме того, 120 000 фанатов TVXQ подали петицию против долгосрочных контрактов SM в Центральный окружной суд Сеула, а также потребовали компенсации за концерт SMTown Live, который был отменен неделей ранее. 
В их заявлении говорилось: «(У них) были проблемы со здоровьем и, наконец, они достигли своих физических пределов, но SM продолжали отправлять их за границу и планировать чрезмерные мероприятия. Таким образом, три участника начали надеяться, что они смогут продолжать свою карьеру так, как они пожелают, вместо того, чтобы быть использованными в качестве инструментов для получения прибыли агентством».
Суд вынес решение в пользу трех бывших участников. В ответ SM провели пресс-конференцию, заявив, что иск был мошенническим, и подала судебный запрет. В начале мая 2010 года было объявлено, что Джэджун, Юхчон и Джунсу вернутся на сцену как JYJ под руководством нового управляющего агентства C-JeS Entertainment. Судебный запрет был отклонен Центральным районным судом Сеула 17 февраля 2011 года, и окончательное решение по делу было отложено на неопределенный срок из-за посредничества министерства юстиции.
28 ноября 2012 года, во время добровольного арбитража в Центральном окружном суде Сеула, SM и JYJ достигли взаимного соглашения расторгнуть все контракты между двумя сторонами и не вмешиваться в деятельность друг друга в будущем, завершив судебный процесс. SM, как сообщается, заявили, что они решили прекратить судебный процесс, «чтобы избежать причинения дополнительного вреда Юнхо и Чанмину, которые активны как TVXQ, и избежать создания еще каких-либо ненужных проблем».

#### Хань Гэн
21 декабря 2009 года, через пять месяцев после того, как трое бывших участников TVXQ подали свой иск, и пока спор все еще продолжался, Хань Гэн, единственный китайский участник Super Junior, также подал иск против SM. Хань Гэн подал заявку по аналогичным причинам: несправедливое распределение прибыли и несправедливый тринадцатилетний контракт, который содержал положения в пользу SM, которые ему не разрешалось пересматривать или расторгать. Друг артиста, а позже менеджер Сун Ле также подал заявление в корейские суды, сославшись на нарушение SM прав Хань Гэна, которое позже просочилось в Интернет. В заявлении утверждалось, что SM дискриминировала Хань Гэна как в финансовом плане, так и с точки зрения управления.
27 сентября 2011 года уход Хань Гена из Super Junior был официально оформлен, когда юридические представители как Хань Гэна, так и SM опубликовали совместное заявление, в котором говорилось, что «Хань Гэн и SM Entertainment полюбовно пришли к взаимному соглашению, и судебный процесс смог завершиться после того, как Хань Ген представил свое «Уведомление об отзыве апелляции».

#### Крис Ву, Лухань и Хуан Цзытао
15 мая 2014 года Крис Ву, китайский участник EXO, подал иск о расторжении своего контракта с SM, о чём впервые сообщило китайский новостной портал Sina. Его представлял Чо Бумсук, тот же адвокат, который занимался делом Хань Гэна. Крис, чье настоящее имя Ву Ифань, процитировал, сказав: «Компания относилась ко мне как к части машины или как к объекту контроля, а не представляла свое видение развлечений». Он покинул группу в том же месяц, когда иск был обнародован, в то время как остальная часть группы продолжала продвигать свой сингл «Overdose». 21 июля 2016 года Крис официально покинул EXO, хотя его контракт с SM остается в силе до 2022 года.
10 октября 2014 года Лу Хань стал вторым китайским участником EXO, который подал в суд, чтобы аннулировать свой контракт с SM Entertainment и покинуть группу, спустя чуть более четырёх месяцев после того, как Крис сделал то же самое. В его иске было заявлено, что компания отдавала предпочтение корейскому подразделению EXO-K по сравнению с китайским подразделением EXO-M. В течение 15 минут после объявления акции компании упали на 9,41 % с 37,000 вон до 33,250 KR₩ за акцию. Стоимость акций сократилась на 15 %, достигнув максимального снижения цены, которое допускает KOSDAQ в течение дня, и падение до минимума, превышающего один год. 21 июля 2016 года Лу Хан официально покинул EXO, хотя его контракт с SM остается в силе до 2022 года.
24 августа 2015 года Тао стал третьим китайским участником EXO, который подал иск против SM и покинул группу, будучи представленным той же юридической командой, которая защищала интересы бывших участников Криса и Луханя. 5 января 2016 года компания SM выиграла один из своих встречных исков против Тао в соответствии с решением промежуточного народного суда в Циндао, Китай. Агентство подало в суд на Тао за его неспособность погасить долг компании после его ухода. Они опубликовали официальное заявление, в котором говорилось: «У SM продолжаются судебные процессы против участников EXO У Ифаня (Крис), Луханя и Тао за нарушение их эксклюзивных контрактов и участие в незаконных акциях в Китае. Также SM подал иск против Тао за неуплату долга SM 13 октября 2015 года. Промежуточный суд в Циндао, Китай, вынес решение, что Тао должен погасить долг SM Entertainment, а также проценты за просроченный платеж».

#### Джессика Чон
29 сентября 2014 года участница Girls 'Generation Джессика Чон заявила в сообщении Weibo, что её выгнали из группы, написав:
«Я была крайне взволнована нашими предстоящими мероприятиями до тех пор, пока не была шокирована новостью от моей компании и 8 других участниц о том, что я больше не являюсь частью группы. Я опустошена — своим приоритетом и целью я считала участие в GG, но без какой-либо справедливой причины, я оказалась отстранена»
На следующий день Джессика опубликовала заявление, в котором утверждалось, что в августе 2014 года её коллеги по группе и SM положительно оценили запуск её бизнеса Blanc and Eclare. По её словам, в начале сентября все они изменили свою позицию, и ей было приказано либо закрыть бизнес, либо прекратить продвижение в качестве участницы Girls 'Generation. Она утверждала, что за день до этого получила «одностороннее уведомление» с просьбой покинуть группу.
Однако, по словам SM, ранней весной Юн в одностороннем порядке сообщила им, что покинет группу после ещё одного альбома. Но до того, как удалось заключить соглашения, она открыла свой независимый бизнес, что привело к конфликта в расписании коллектива и своей предпринимательской деятельности. Это побудило руководство начать продвижение Girls 'Generation в составе восьми, а не девяти участниц с намерением анонсировать новости; однако Юн уже «опубликовала свою точку зрения». Затем компания заявила, что отныне группа будет работать в составе восьми человек, в то время как они будут по-прежнему управлять индивидуальным графиком Джессики.
6 августа 2015 года Чон и SM Entertainment достигли соглашения о расторжении её контракта, при этом Джессика заявила: «Данным заявлением подтверждаю, что SM Entertainment и я официально прекращаем действие моего контракта. Я всегда буду дорожить всеми годами, проведёнными вместе, и я желаю SM большой удачи во всех будущих стремлениях».

#### Но Мин У
В апреле 2015 года Но Мин У, бывший член TRAX, подал иск против SM за то, что он заключил с ним незаконный семнадцатилетний контракт. Нет утверждений о том, что SM также вмешивался в его карьеру после того, как он покинул компанию, и потребовал возмещения убытков в размере 100 миллионов вон. 21 июля 2016 года он проиграл судебный процесс против SM Entertainment.

### Бойкот премии MAMA 2009 года
21 ноября 2009 года SM Entertainment бойкотировали премию Mnet Asian Music Awards, заявив о своих оговорках в отношении стандарта честности и критериев, использованных при отборе Mnet для получателей премии. Компания особо упомянула Girls Generation, которые возглавляли корейские музыкальные чарты в течение девяти недель подряд и завоевали множество наград за свой сингл «Genie», но никогда не побеждала в шоу M! Countdown, и появление сингла в их чартах только через месяц после выпуска альбома. SM также сослались на тот факт, что фанаты должны были заплатить определённую плату, заявив, что они «не хотят, чтобы фанаты понесли какой-либо ущерб в результате опроса, который имеет коммерческие намерения».

### Противоречие между клипом Red Velvet
Вскоре после выхода клипа «Happiness», японские СМИ сообщили, что в нём присутствуют изображения, ссылающиеся на атомные бомбардировки Хиросимы и Нагасаки, а также на теракт 11 сентября. SM Entertainment объяснила, что изображения использовались только как источники коллажа, за ними не было никакого намерения.
Представитель добавил, что агентство удалит материал, который вызвал непонимание как можно скорее: «Мы позаботимся о том, чтобы такие вещи не происходили в будущем».
3 августа SM Entertainment удалила оригинальный видеоклип «Happiness» и загрузила отредактированную версию без спорных сцен.